# Antikmuseet
Antikmuseet er et museum for antik græsk, etruskisk og romersk kunst i Aarhus, beliggende på Aarhus Universitets campus.
Antikmuseet blev grundlagt i 1949 af professor P. J. Riis som en studiesamling i klassisk arkæologi, som tidligere havde været udstillet på loftet i Aarhus gamle rådhus. Grundstammen var 500 repræsentative fund fra Middelhavslandenes oldtidskulturer, deponeret af Nationalmuseet. Hertil kom et antal gipsafstøbninger af antikke skulpturer fra det gamle Aarhus Museum.
I 1971 indviedes det nuværende udstillingsareal under Solgården, etableret på professor Kristian Jeppesens foranledning. Siden har museet haft en dramatisk tilvækst blandt andet ved køb, gaver og deponeringer. De nye fysiske rammer og de mange nye erhvervelser har skabt et museum, som ikke blot egner sig til studiesamling, men også henvender sig til bl.a. gymnasieklasser, kunstnere og alment interesserede. Som en konsekvens heraf skiftede samlingen i 1986 navn til Antikmuseet.
I 2003 gennemgik museet en gennemgribende renovering af museet, der har åbnet det mere imod det eksterne publikum. Museet har siden dannet rammen om flere særudstillinger.
Antikmuseet har opnået litterær betydning som en central lokalitet i Svend Åge Madsens roman Syv Aldres Galskab (1994).

## Ekstern henvisning
- Antikmuseets hjemmeside

56°10′13.8″N 10°12′1.5″Ø / 56.170500°N 10.200417°Ø